# Václav Vladivoj Tomek

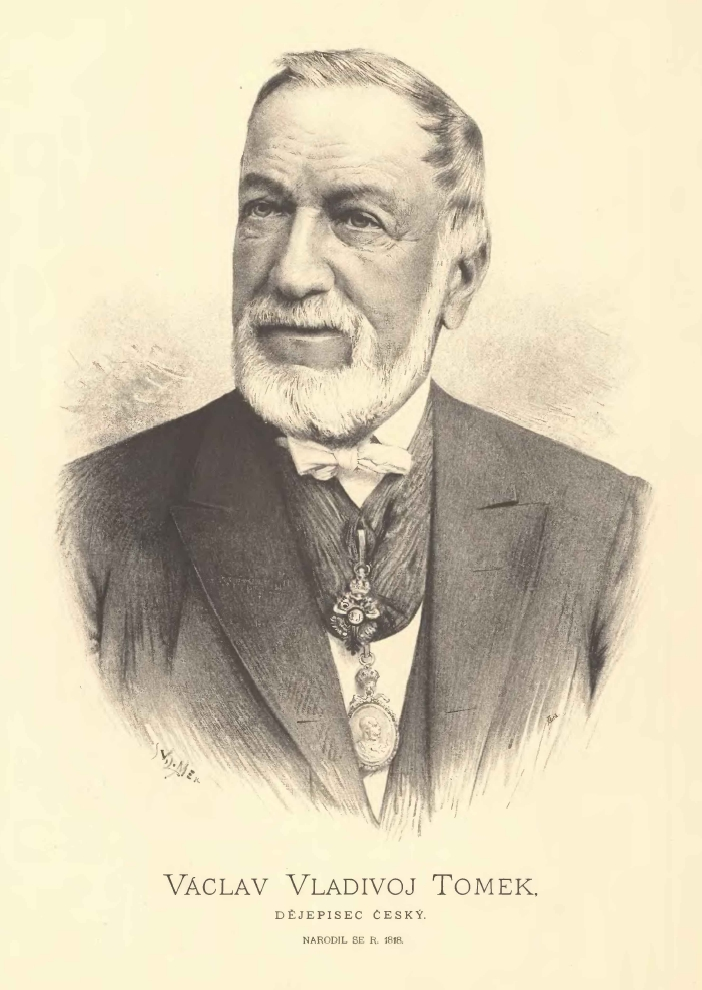
Jan Vilímek: Václav Vladivoj Tomek

Václav Vladivoj Tomek, másképpen: Wenzel Wladiwoj Tomek, Wáclaw Wladiwoj Tomek, Vácslav Vladivoj Tomek (Königgrätz, 1818. május 31. – Prága, 1905. július 12.) cseh történetíró.

## Élete
Prágában végezte tanulmányait és azután 1850-ben ugyanott egyetemi tanár lett. 1882-ben átment a cseh egyetemhez. 1861-66-ban az osztrák birodalmi gyűlés és a cseh tartománygyűlés tagja volt. 1885-ben kinevezték az urakházának tagjává, ahol azonban nagy ritkán emelt szót.

## Munkái
- Děje země české (1843)
- Děje mocnářstvi Rakouského (1845)
- Dějepis university Pražské (A prágai egyetem története, 1848)
- Základy starého místopisu Pražského (1865)
- Geschichte Böhmens in übersichtlicher Darstellung (Csehország története csehül és németül, 1864-65, 6. kiadás 1891)
- Die Grünberger Handschrift (ném. ford. Maly, Prága, 1859)
- Handbuch der österreichischen Geschichte (I. kötet uo., 1859, több nem jelent meg)
- Johann Zizka (németül, 1881)

## Magyarul
- V. Vladivoj Tomek: Az austriai birodalom történelme a gymnasiumok s reáliskolák használatára; ford. Málik Vince; Heckenast, Pest, 1856